# Jaciment arqueològic del Bosc Xic
El jaciment arqueològic del Bosc Xic és un jaciment arqueològic situat a Avinyonet del Penedès (Alt Penedès), declarat Espai de protecció arqueològica.
Va ser descobert vora els anys 60 a causa dels materials lítics en superfície.
Es tracta d'una zona boscosa que es pot interpretar com un centre de producció i explotació de sílex, tot i que únicament s'han trobat fragments micròlits de sílex deshidratat i dues destrals polides que podrien pertànyer també a aquest jaciment. A causa del desconeixement dels materials, no es pot atribuir una cronologia concreta a l'assentament.
Es coneix el jaciment des dels anys 60, ja que els materials que fins ara s'han pogut localitzar estaven en superfície. Durant l'obertura de rases canalitzadores de gas i després d'una prospecció, no s'ha tornat a trobar cap evidència de restes materials que qualifiquin la zona com un jaciment.
Les troballes es localitzen actualment a la casa del propietari del terreny a excepció de les dues destrals polides, que estan guardades al museu de Vilafranca.